# Harold Jamison
Harold Sherill Jamison, (Orangeburg, Carolina del Sur, 20 de noviembre de 1976) es un exjugador de baloncesto estadounidense. Con 2,04 metros de estatura, jugaba en la posición de pívot. 

## Trayectoria
- Universidad de Clemson (1995-1999)
- Miami Heat (1999-2000)
- Śląsk Wrocław (2000-2001)
- Los Angeles Clippers (2001-2002)
- Śląsk Wrocław (2003)
- Scandone Avellino (2003-2004)
- Prokom Sopot (2004)
- Scafati Basket (2004-2006)
- Scandone Avellino (2006-2007)
- Atléticos de San Germán (2007)
- Basket Club Ferrara (2007-2010)
- Trabzonspor Basketbol (2010)
- Politekhnika-Halychyna Lviv (2011)
- Bejjeh (2011)
- Champville SC (2012)
- Bejjeh (2012-)